# 358 pr. n. št.

## Dogodki
- makedonska vojska pod poveljstvom Filipa II. Makedonskega premaga Tračane in Ilire.

## Smrti
- Artakserks II., perzijski kralj (* okoli 436 pr. n. št.)